# Antoine Crozat
Antoine Crozat (ur. około 1655, zm. 7 czerwca 1738) – francuski finansista, w latach 1712–1717 zarządca Luizjany, brat Pierre’a Crozata.
Urodził się w Tuluzie w rodzinie chłopskiej. Wspólnie z bratem Pierre’em został jednym z najbogatszych ludzi we Francji. Był doradcą finansowym króla Ludwika XIV. Udzielał pożyczek dworowi królewskiego, w zamian za co został nobilitowany jako marquis du Châtel. zainwestował w Kompanię Gwinejską oraz Kompanię Asiento. Ludwik XIV zaoferował mu w 1712 prawo do 15-letniego okresu monopolu handlowego w Luizjanie, francuskiej kolonii w Ameryce Północnej, które rozciągała się w dorzeczu rzeki Missisipi.
Jego żoną była Marguerite z domu le Gendre d'Armenym, z którą miał czwórkę dzieci:
- Marie Anne (1695–1729), poślubiła księcia d'Évreux, Louisa Henriego de La Tour d'Auvergne
- Louis François (1691–1750), markiza du Châtel
- Joseph Antoine (1696–1750), markiza de Thugny
- Louis Antoine (1700–1770), barona de Thiers, który odziedziczył wspaniałą kolekcję sztuki Pierre’a Crozata, swojego wuja, którą dwa lata po jego śmierci w 1770 kupiła caryca Katarzyna II i obecnie znajduje się w Ermitażu[1].